# Sceloenopla postfasciata
Sceloenopla postfasciata es una especie de insecto coleóptero de la familia Chrysomelidae. Fue descrita científicamente en 1934 por Pic.